# Supermium
Supermium — вільний браузер з відкритим початковим кодом, створений на базі браузера Chromium. Особливістю браузера є підтримка старих версій операційної системи Microsoft Windows, починаючи з Windows XP SP1 користувацької лінійки та Windows Server 2003 SP1 серверної лінійки. В майбутньому планується додати підтримку Windows 2000.
Існують 32-розрядна і 64-розрядна версії браузера.
Браузер підтримує вхід в обліковий запис Google, та синхронізацію налаштувань і розширень з Google Chrome.
Автором браузера є Шейн Фурньє (Shane Fournier), який відомий завдяки розробці Розширеного ядра Windows Vista (Windows Vista Extended Kernel), яке дозволяє запускати на Windows Vista програми, призначені для більш пізніх версій Windows.

## Історія стабільних версій
Перша стабільна версія браузера вийшла 9 травня 2023 року і мала номер 115.0.5744.0.
Станом на 17 березня 2024 року браузер мав версію 122.0.6261.85, в той час як браузер Chromium мав версію 122.0.6261.129.
2 травня 2024 року вийшла версія 122.0.6261.152 (R4), у яку було додано налаштування для можливості відключення браузера від сервісів Google (режим «ungoogled», це дозволяє підвищити безпеку та конфіденційність використання браузера) та додано інші покращення.